# والنتینا اسلاموا

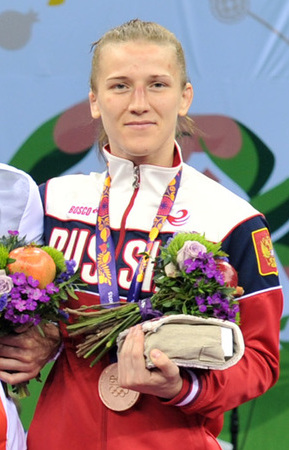
Wrestling at the 2015 European Gamesکشتی در بازی های اروپایی 2015

والنتینا اسلاموا (به روسی: Валентина Исламова؛ زادهٔ ۱۸ مارس ۱۹۹۲) کشتی‌گیر آزادکار روس‌تبار تیم ملی قزاقستان است.
از عناوین به‌دست آمدهٔ وی می‌توان به کسب مدال برنز مسابقات قهرمانی کشتی جهان ۲۰۱۹ اشاره کرد. وی سابقه حضور در المپیک ۲۰۲۰ توکیو را دارد.